# Józef Kupczak
Józef Kupczak (ur. 5 maja 1917 w miejscowości Kosma, zm. 5 kwietnia 1999 w Krakowie) – polski kolarz torowy, sześciokrotny mistrz Polski, trener kolarstwa. Ojciec kolarzy Ryszarda Kupczaka i Jerzego.

## Kariera sportowa
Był zawodnikiem Legii Kraków, Garbarni i Włókniarza Kraków. Sukcesy odnosił zarówno przed II wojną światową, jak i po niej. Czterokrotnie zdobył mistrzostwo Polski w sprincie, w tym ostatnie przed II wojną światową i pierwsze, po wojnie, (1938, 1946, 1948, 1953), dwukrotnie w wyścigu drużynowym na 4000 m na dochodzenie (1946, 1952). W sprincie wywalczył też dwa tytuły wicemistrzowskie (1937, 1949) i trzy brązowe medale MP (1947, 1950, 1952). Ponadto w 1954 zdobył brązowy medal MP w długodystansowym wyścigu torowym. Pierwszy i ostatni medal mistrzostw Polski dzieliło 17 lat.
W 1938 i 1939 reprezentował Polskę na mistrzostwach świata, odpadając jednak w obu startach w eliminacjach sprintu.
Po zakończeniu kariery zawodniczej pracował jako trener w Cracovii, a w latach 50. także z polską kadrą narodową torowców.